# Irbos
Irbos (altgriechisch Ἴρβος Írbos) ist eine Person der griechischen Mythologie.
Irbos war nach Pausanias der Sohn des Lakedaimoniers Amphisthenes und somit ein Urenkel des mythischen spartanischen Königs Agis. Seine Söhne waren Alopekos und Astrabakos, die gemeinsam dem Wahnsinn verfielen, als sie das von Orestes und Iphigenie nach Sparta entführte Kultbild der Artemis Orthia in einem Lygosstrauch fanden. Sie waren die ersten, die in Sparta dem bösartigen Wesen der Orthia zum Opfer fielen, deren Kult in der Folge mit Menschenopfern verbunden war, bis ihn Lykurg durch das Auspeitschen von Epheben ersetzte, um den Altar der Orthia mit menschlichem Blut zu beflecken und auf diese Weise den Blutdurst der Göttin zu befriedigen.